# Helena Valley Northwest
Helena Valley Northwest è un census-designated place degli Stati Uniti d'America, nello stato del Montana, nella Contea di Lewis and Clark. Nel 2010 contava 3.482 abitanti.
Fa parte dell'area metropolitana di Helena.